# Отыгрывание
Отыгрывание [вовне] (англ. acting out), отреагирование вовне, разрядка — психический механизм защиты, выражающийся в бессознательном снятии внутреннего напряжения через поведение, реализующее пугающий сценарий, за счёт изменения своей роли в нём с пассивно-жертвенной на активно-инициирующую. Иными словами — это бессознательное провоцирование развития тревожной для человека ситуации. 
При отыгрывании его реальные причины и цель остаются неосознанными.
Иное, осознанное проигрывание прошлой травматической ситуации с целью дать выход сдерживаемым эмоциям называется отреагированием (или, более однозначно, абреакцией).

## Описание
Отыгрывание — это поведение, обусловленное бессознательной потребностью справиться с тревогой, связанной с внутренне запрещёнными чувствами или желаниями, навязчивыми страхами, фантазиями, мыслями и воспоминаниями. Человек начинает отыгрывать некий пугающий сценарий событий, переводя себя из пассивной позиции тревожащегося в активную позицию действующего. Причём объект, на котором отыгрывается сценарий, может не совпадать с объектом, в отношениях с которым изначально возникла тревога.

 Когда-то я наблюдала одну учительницу. Холодные взаимоотношения с матерью заставляли её испытывать жажду и страх близости.
Спустя недели после начала терапии, пациентка попробовала реализовать половые нужды со своей коллегой Нэнси. Мне казалось, что она начала испытывать некоторое желание близости со мной и что бессознательно предположила о моём презрении к её привязанности. Ей удалось справиться с неуместными стремлениями, отыграв на женщине моего имени.

Если считать данную интерпретацию точной, то такой вид отыгрывания в анализе нередок, особенно тех пациентов, в которых с детства заложен страх отчуждения потребностей и чувств.— Нэнси Мак-Вильямс, «Психоаналитическая диагностика: Понимание структуры личности в клиническом процессе»
Важным моментом тут является отсутствие осознания мотивации такого поведения. Как результат сама тревога (и тем более её причина) не осознаётся вовсе, заменяясь ощущением силы и власти над ситуацией.
Отыгрывание было обнаружено в психоанализе Зигмундом Фрейдом, который обратил внимание на то, что поведение его пациентов вне терапии порой реализовывало чувства, направленные на аналитика, но тревожно скрываемые при нём.

## Связь с типами личности
Отыгрывание в целом связано с импульсивностью. Хотя может показаться, что импульсивность — это просто готовность немедленно осуществлять всё, что придёт в голову, в голову импульсивных людей приходит не «всё», а, в основном, то, что способствует разрядке их внутреннего напряжения, и именно этим обусловлена их высокая готовность осуществлять задуманное. Среди прочих, чрезвычайно импульсивны: истерические личности, отреагирующие, в частности, сексуальные сценарии; зависимые личности, отреагирующие через зависимость своё отношение к человеку; компульсивные люди, отреагирующие при помощи своих ритуалов; социопаты, отреагирующие практически все свои эмоции; и многие другие.